# Lynn Borden
Lynn Borden, nata Lynn Marie Freyse (Detroit, 24 marzo 1937 – Encino, 3 marzo 2015), è stata un'attrice statunitense.

## Filmografia parziale

### Cinema
- I giorni del vino e delle rose (Days of Wine and Roses), regia di Blake Edwards (1962) - non accreditata
- L'uomo che non sapeva amare (The Carpetbaggers), regia di Edward Dmytryk (1964) - non accreditata
- La signora e i suoi mariti (What a Way to Go!), regia di J. Lee Thompson (1964) - non accreditata
- Il cantante del luna park (Roustabout), regia di John Rich (1964) - non accreditata
- Missione compiuta stop. Bacioni Matt Helm (The Wrecking Crew), regia di Phil Karlson (1968) - non accreditata
- Bob & Carol & Ted & Alice, regia di Paul Mazursky (1969)
- Boatniks - I marinai della domenica (The Boatniks), regia di Norman Tokar (1970) - non accreditata
- Frogs, regia di George McCowan (1972)
- Donne in catene (Black Mama, White Mama), regia di Eddie Romero (1972)
- Un duro per la legge (Walking Tall), regia di Phil Karlson (1973)
- Omicidio per un dirottamento (This Is a Hijack), regia di Barry Pollack (1973)
- Breezy, regia di Clint Eastwood (1973)
- Zozza Mary, pazzo Gary (Dirty Mary, Crazy Larry), regia di John Hough (1974)
- Candidato all'obitorio (St. Ives), regia di J. Lee Thompson (1976)
- Il sorriso di Savannah (Savannah Smiles), regia di Pierre De Moro (1982)
- La gabbia infernale (Hellhole), regia di Pierre De Moro (1985)

### Televisione
- Hazel – serie TV, 29 episodi (1965-1966)
- Tre nipoti e un maggiordomo (Family Affair) – serie TV, 3 episodi (1967-1968)
- Get Smart – serie TV, 2 episodi (1967-1969)
- Mod Squad, i ragazzi di Greer (The Mod Squad) – serie TV, 1 episodio (1969)
- La monaca della domenica (The Weekend Nun) – film TV (1972)
- Disneyland – serie TV, 2 episodi (1974)
- Starsky & Hutch – serie TV, 1 episodio (1977)
- CSI: NY – serie TV, 1 episodio (2006)